# Filippa (äpple)

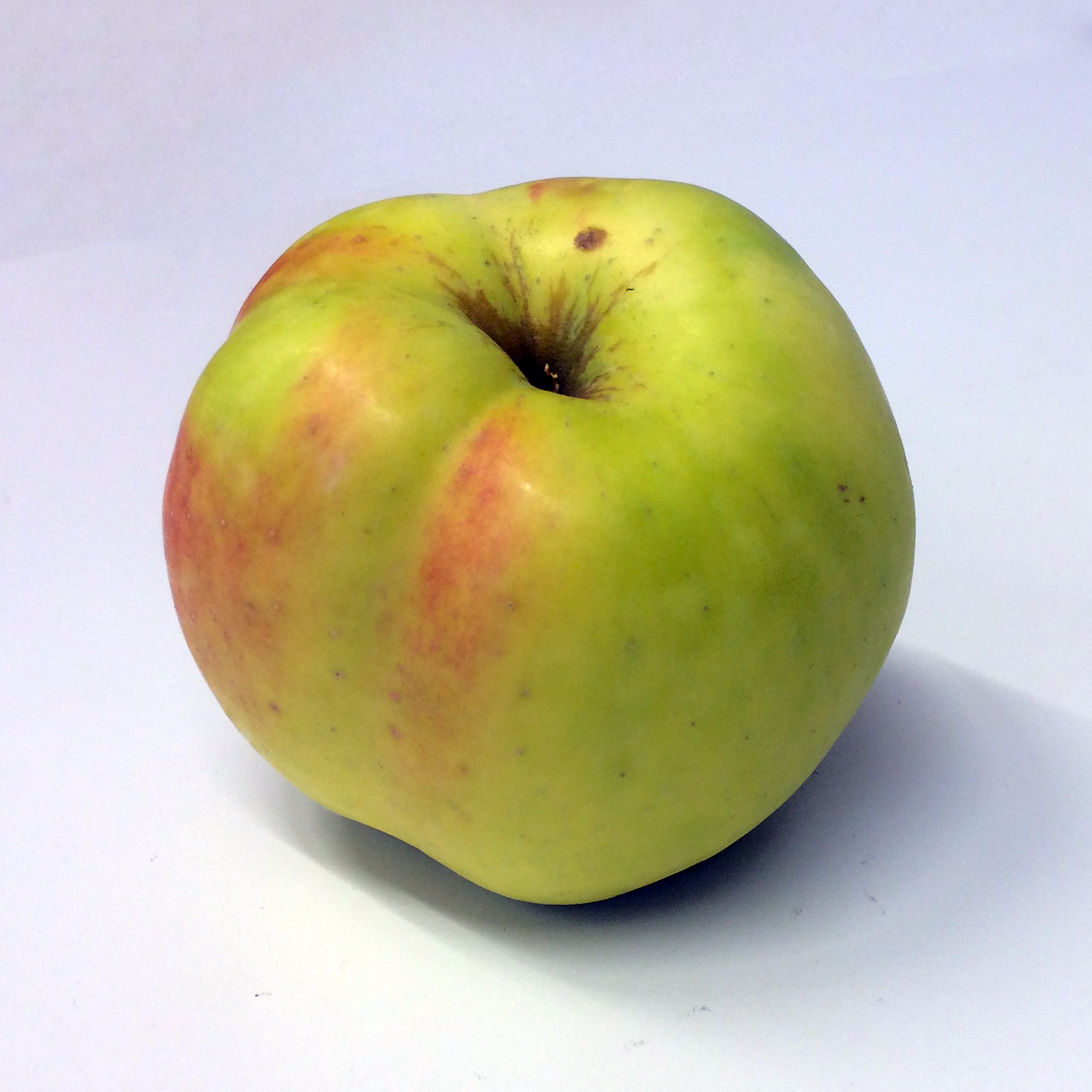
Ett äpple av sorten Filippa, fotograferat i samband med Nordiska museets äppelfestival i september 2014.

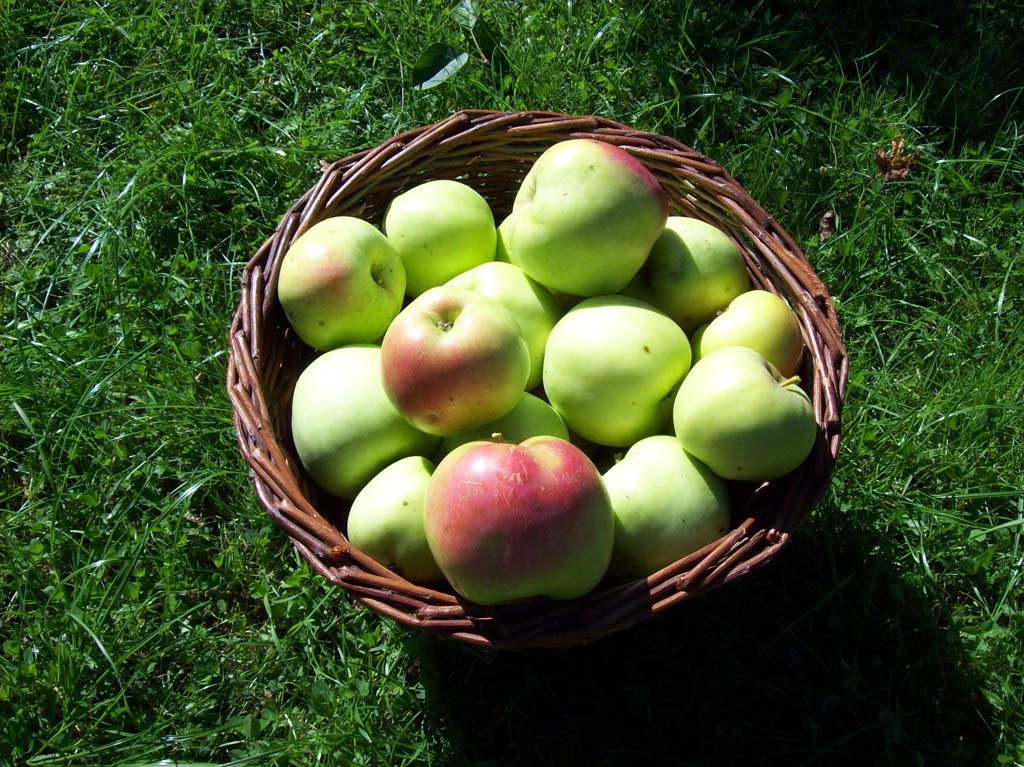
Filippa

Filippa (litografi av målning av Axel Hjelm (1868–1944)).

Filippa är en dansk äpplesort som tidigare odlades allmänt i södra och mellersta Sverige. Stor eller medelstor frukt som mognar till gröngul eller gulvit. Syrlig och söt smak. Filippa är av typen kalvill. I Sverige odlas Filippa gynnsammast i zon I–IV.
Filippa började i Sverige spridas av Alnarps Trädgårdar år 1893.
Äpplet har en tendens att blåsa ner. Ger ofta 30-60% fallfrukt. Sorten har bra motståndskraft mot skorv, mjöldagg och fruktträdskräfta.
Äpplemust från Filippa har ljus färg och väldigt låg söthet, varför blandning med sötare must är lämplig.